# Вальцбахталь
Вальцбахталь (нем. Walzbachtal) — община в Германии, в земле Баден-Вюртемберг. 
Подчиняется административному округу Карлсруэ. Входит в состав района Карлсруэ. Численность населения составляет 9141 человек (на 31 декабря 2010 года). Занимает площадь 36,72 км².

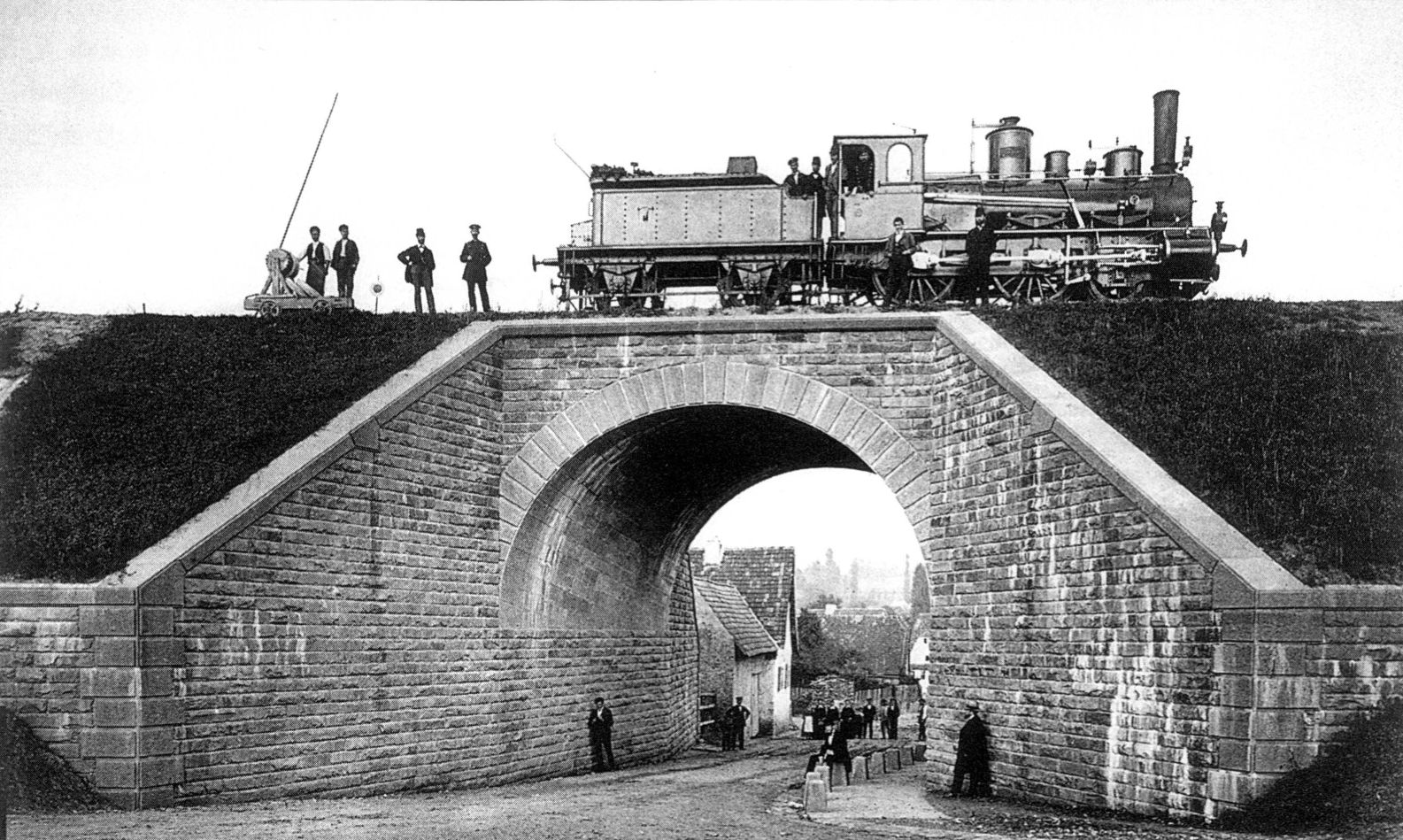
Йёльинген 1879 г.

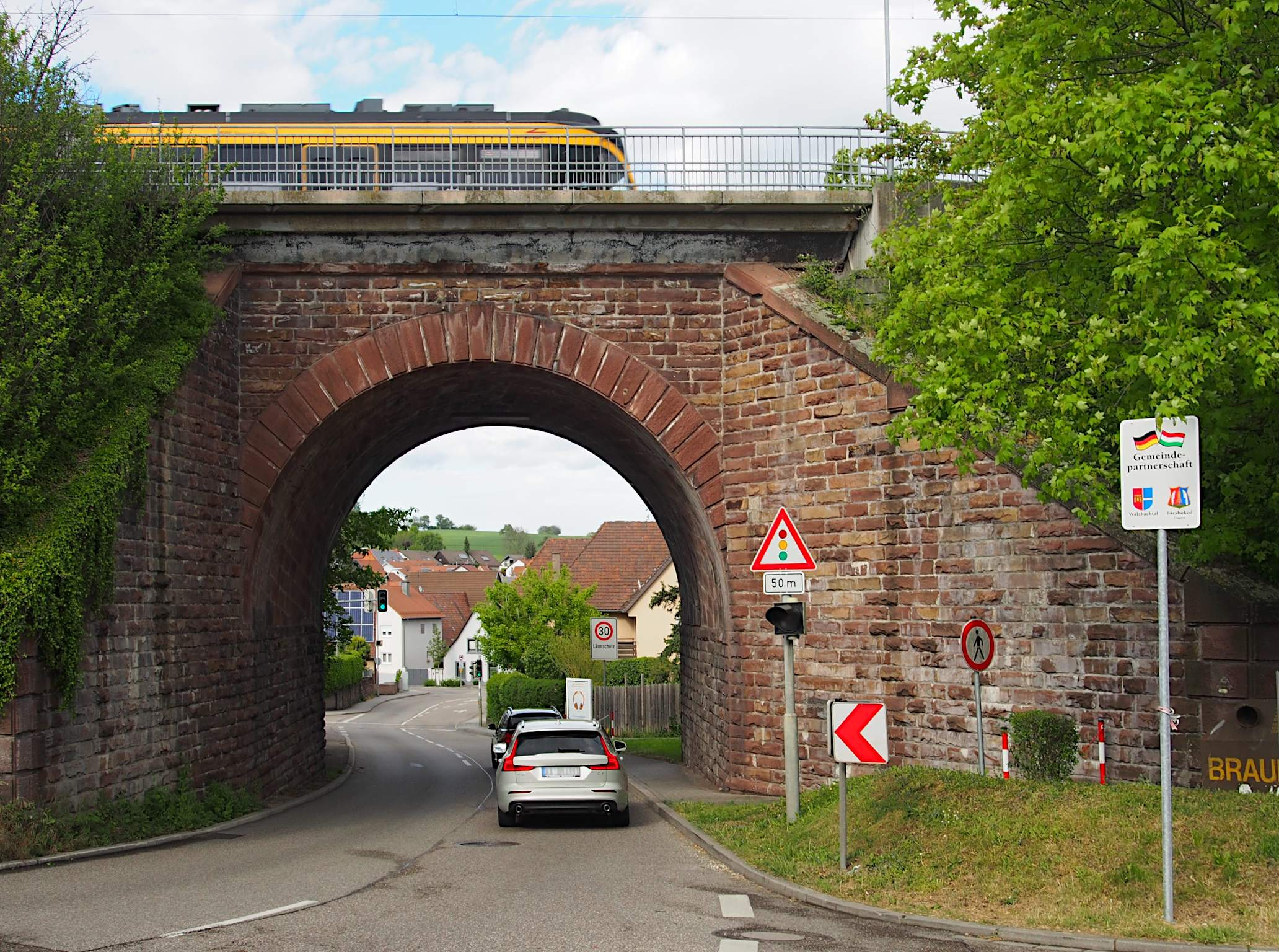
Федеральная дорога 2020 г.